# Лоренц Ернст Фридрих фон Брокдорф
Лоренц Ернст Фридрих фон Брокдорф (на немски: Lorenz Ernst Friedrich Graf von Brockdorff; * 11 октомври 1710, Тан в Гранд Ест; † 3 май 1753) е граф от род фон Брокдорф, господар на дворец Шнай и на половината от дворец Унтерлайтербах в Горна Франкония в Бавария.

## Биография
Той е син на граф Кай Бертрам Бенедикт фон Брокдорф (1680 – 1710) и съпругата му Сузана Елизабет фон Шаумберг (1691 – 1739), единствена дъщеря на Лудвиг Ернст фон Шаумберг (1647 – 1694) и Мария Елеонора фон Кюншперг († 1694). Има една сестра Сузана София Емилия фон Брокдорф (* 1708), омъжена за фрайхер Фридрих Йохан Лотар фон Ханкследен (1687 – сл. 1730).
Чрез женитбата си баща му Кай Бертрам Бенедикт получава рицарското имение Шнай в Горна Франкония. Той получава титлата имперски граф във Виена на 6 май 1706 г. Майка му Сузана Елизабет построява през 1737 – 1739 г. дворец Унтерлайтербах. Граф Лоренц Ернст Фридрих получава Шнай и назначава управител. Половината от дворец Унтерлайтербах получава сестра му Сузана София Емилия.

## Фамилия
Лоренц Ернст Фридрих фон Брокдорф се жени за фрайин Магдалена София Агнеза фон Щайн-Остхайм (* 12 август 1729; † 2 септември 1753), дъщеря на Йохан Филип Ернст фон Щайн цу Норд- и Остхайм (1700 – 1745) и фрайин Елеонора София Диде фон Фюрстенщайн (1704 – 1748). Те имат седем деца:
- Филип Ернст Хайнрих Фридрих фон Брокдорф (* 20 октомври 1743; † 30 юни 1747, Шнай)
- Кристиан Фридрих фон Брокдорф (* 17 септември 1745)
- Елеонора Елизабета фон Брокдорф (* 8 март 1747, Шнай; † 30 май 1824), омъжена на 6 юни 1768 г. във Фьолкерсхаузен за фрайхер Фридрих Карл фон Зекендорф (* 16 август 1736; † 25 май 1796)
- София Мария Каролина фон Брокдорф (* 3 юни 1748; † 30 септември 1779), омъжена за Дитрих Ернст Георг Шпигел фон Пекелсхайм (* 7 февруари 1738; † 3 юли 1789)
- Агнес Вилхелмина фон Брокдорф (* 30 април 1750)
- Кристиан Карл Фридрих фон Брокдорф (* 14 юни 1751)
- Вилхелм Кристиан Август фон Брокдорф (* 19 октомври 1752; † 6 септември 1824), женен за графиня Георгина фон Брокдорф (* 21 август 1759; † 23 август 1800), дъщеря на граф Кристиан Улрих фон Брокдорф (1724 – 1808) и Анна Георгина Кристина фон Хан (1741 – 1786); имат пет деца